# Radiolaria

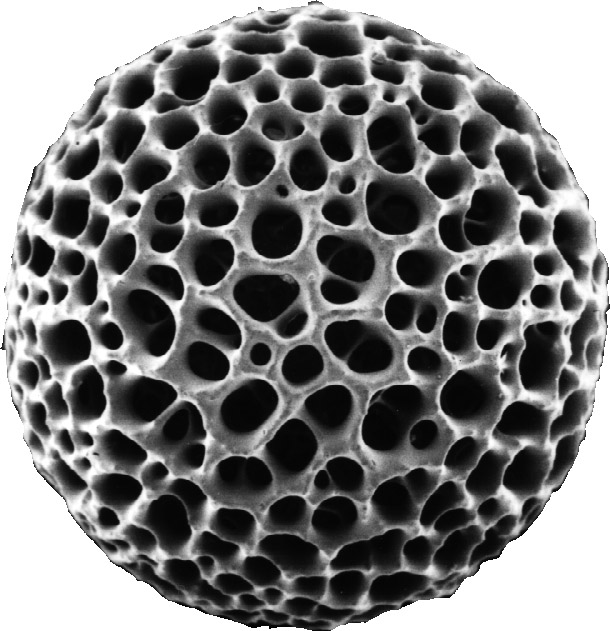
Immagine di radiolare al microscopio elettronico

I Radiolari (Radiolaria Müller, 1858) sono protozoi, che vivono in mare, caratterizzati dallo scheletro siliceo, presente in quasi tutte le specie e dalla divisione del corpo molle in una capsula centrale, contenente l'endoplasma e l'ectoplasma circostante.

## Origine e diffusione
Radiolari fossili sono noti sin dal Cambriano. Oggi costituiscono parte del plancton marino in tutti gli oceani. Sono stati rilevati a tutte le profondità, anche se sono più abbondanti a profondità che non superano alcune centinaia di metri.

## Descrizione
Le dimensioni lineari degli individui sono il più delle volte comprese tra centesimi e decimi di millimetro, ma esistono specie che raggiungono o superano il millimetro.
La capsula centrale contiene il nucleo, mitocondri, apparato di Golgi e vacuoli. Essa è circondata da una membrana che la separa dall'ectoplasma. Quest'ultimo contiene alveoli e si estende ad una complessa rete di pseudopodi. Gli alveoli, di dimensione variabile, hanno probabilmente la funzione di permettere la discesa e la risalita nell'acqua. Gli pseudopodi possono essere attivi, catturando prede e muovendosi in risposta a stimoli esterni. L'ectoplasma ospita spesso alghe simbionti.
Lo scheletro siliceo è dotato in genere di protuberanze appuntite disposte simmetricamente che danno a questi organismi una elegante struttura che ha attirato spesso la curiosità di microscopisti dilettanti.

## Classificazione
Lo status tassonomico dei Radiolari è stato più volte rivisto in tempi recenti ed è ancora oggetto di discussione. Tradizionalmente erano considerati un ordine dei Protozoi. Secondo la classificazione proposta nel 1993 da Cavalier-Smith essi costituiscono un subphylum del phylum dei Radiozoa. Altri autori li hanno considerati un gruppo polifiletico privo di validità tassonomica. Nella classificazione dei protisti proposta nel 2005 da Adl et al. ai Radiolari è stata riassegnata validità tassonomica come subtaxon dei [Rhizaria].
Anche la classificazione interna dei Radiolari è oggetto di discussione. Una classificazione che è stata spesso usata li distingue in Policistini (suddivisi a loro volta in Spumellari e Nassellari) e Feodari.

## Riproduzione
La riproduzione è di tipo asessuato in cui il guscio e il protozoo si dividono in due parti e le due figlie provvedono autonomamente a rigenerare la parte mancante.

## Fanghi a radiolari
I gusci dei radiolari morti si depositano sui fondali oceanici, formando i cosiddetti fanghi a radiolari. Nel corso dei tempi geologici questi fanghi si sono accumulati in quantità tali da formare spessi strati di roccia sedimentaria silicea.